# Lubbeek
Lubbeek és un municipi belga de la província de Brabant Flamenc a la regió de Flandes. Està compost per les seccions de Lubbeek, Linden, Binkom i Pellenberg.